# Cube Zero
Série
Cube 2
(2002) Cube
(2021)
Pour plus de détails, voir Fiche technique et Distribution.
Cube Zero est un film canadien réalisé par Ernie Barbarash, sorti en 2004. Il s’agit du troisième volet de la trilogie Cube, dont l’intrigue est principalement axée sur des personnes emprisonnées dans un labyrinthe, constitué de pièces cubiques, pour certaines piégées. Les deux premiers films se déroulent quasi intégralement à l’intérieur du labyrinthe, tandis que Cube Zero se déroule à la fois à l’intérieur et à l’extérieur.
Chronologiquement, Cube Zero est une préquelle au film original Cube. À la différence de Cube et de Cube² : Hypercube, Cube Zero montre à la fois les prisonniers du Cube et les personnes qui les surveillent. Le Cube lui-même est un labyrinthe constitué de pièces de forme cubique. Certaines de ces pièces renferment des pièges divers, tels des fils tranchants, des lance-flammes, des lames, des produits chimiques, etc. Avant de se déplacer dans une nouvelle pièce, les prisonniers la « testent » en y lançant une de leurs chaussures, pour voir si un piège se déclenche.
Le film se concentre sur le génie et technicien du Cube, Eric Wynn, et Cassandra Rains, une femme placée dans le Cube et à qui Wynn s’intéresse.

## Résumé
Le film débute avec un homme, Ryjkin, prisonnier du Cube, essayant de trouver une sortie. Après un certain temps, il atteint une pièce piégée. Des tuyères sortent des murs et l’aspergent d’un liquide. Il confirme par l’odeur et l’absence de goût, qu’il ne s’agit que d’eau. Soulagé, il se met à l’ingérer et commence à se gratter une main, et réalise alors que son corps est en train de se décomposer. Le liquide contenait peut-être une bactérie nécrosante ou une enzyme. Quoi qu’il en soit, son corps se dissout rapidement, ne laissant qu’un tas informe de matière biologique.
Eric Wynn, un technicien du Cube, ressent un profond dégoût lorsqu’il voit cette scène depuis son poste de surveillance, avec son coéquipier (de rang supérieur) Dodd. Après cela, Wynn effectue simultanément une esquisse de Dodd, une discussion et une partie mentale d’échecs avec lui (la table de jeu étant devant Dodd). Il bat Dodd avec une grande facilité. Wynn insiste pour savoir où sont passés leurs deux collègues, mais Dodd suggère, avec de plus en plus d’insistance, de ne plus poser de questions et de s’occuper des prisonniers du Cube.
Ils reçoivent ensuite un ordre « d’en haut », leur demandant d’enregistrer le rêve d’un sujet, qui se trouve actuellement en phase de sommeil paradoxal. Le sujet est Cassandra Rains. Dans son rêve, Wynn voit comment elle fut capturée, alors qu’elle se promenait en forêt avec sa fille Anna.
Rains rencontre les autres occupants du Cube, deux hommes et une femme. Un des hommes a un tatouage sur son front, comme ceux des soldats qui l’avaient capturée. Toutefois, le soldat, comme toutes les autres personnes, n’a aucun souvenir de son ancienne vie.
D’après ce que sait Wynn, tous les sujets du Cube devaient faire face à une peine de mort, et avaient été confrontés à un choix : soit être placés dans le labyrinthe, après que leur mémoire a été effacée, soit subir la peine capitale. Un sujet ne peut être placé dans le Cube qu’à la condition qu’il ait signé un formulaire. Wynn découvre pourtant que le formulaire de Rains n’a pas été signé, et se lance dans un débat avec Dodd pour savoir s’il faut prévenir les personnes « d’en haut », car cette erreur pourrait conduire à un grave vice de procédure – Rains fait partie d'un groupement de militants opposés au gouvernement.
Juste au moment où Dodd allait appeler ses supérieurs, le téléphone sonne. Ils reçoivent l’ordre d’entamer la « procédure de sortie », pour un sujet qui vient de trouver la sortie du labyrinthe, et qui doit faire face à un dernier défi. Ils se rendent compte que le sujet en question n’est autre qu’Owen, un de leurs collègues manquant. Durant la procédure de sortie, on lui demande s’il croit en Dieu ; il répond « non ». Cette réponse conduit à son immédiate incinération.
Wynn se dispute alors avec Dodd, sur le fait qu’Owen est mort par sa faute (c’est lui qui a appuyé sur le bouton « No », pour confirmer la réponse). Après avoir définitivement compris que travailler pour le Cube était inhumain, il se décide à pénétrer dans le labyrinthe pour sauver Rains, et aider son groupe à trouver la sortie.
Un des superviseurs du Cube, dénommé Jax, et deux analystes se rendent alors à la station de travail de Wynn et Dodd, pour contrôler la situation créée par Wynn. Malgré leurs efforts pour l'arrêter, Wynn et Rains parviennent jusqu’à la sortie, grâce à l’aide de Dodd, qui a saboté les connexions vers les panneaux de contrôle d’entretien du Cube (ce qu’il payera de sa vie). Ce sabotage provoque l’entrée du Cube en « mode remise à zéro », ce qui signifie que le labyrinthe va s’aligner en position initiale puis entamer la procédure de « nettoyage », ce qui vaporisera tout « corps étranger » présent dans le Cube après un court laps de temps.
Une fois une pièce de sortie atteinte (un cube dont l’une des portes donne accès à l’extérieur), Wynn et Rains parviennent à utiliser une sortie auxiliaire secrète juste avant le « nettoyage », et après avoir nagé dans l’eau sur une bonne distance, se retrouvent sur le sol et essayent de s’échapper. Cependant, un groupe de soldats à leur recherche est déjà sur place (ces soldats ont un tatouage ressemblant à une porte du labyrinthe, sur le front). Wynn est touché par une fléchette de narcotique et crie à Rains de continuer à courir.
Lorsqu'il se réveille, Wynn est dans une salle d’opération avec un chirurgien et Jax, dont les propos lui suggèrent que Rains est peut-être parvenue à s’échapper, mais annonce à Wynn qu'il s’est rendu coupable de haute trahison et de sabotage envers « [son] pays et [son] Dieu ». Il est condamné (sans procès) à « deux vies », et une opération chirurgicale sur son cerveau débute. Il rêve alors de Rains et de sa fille réunies, la première faisant l'éloge de Wynn en le qualifiant de héros.
Immédiatement après, Wynn est placé dans le Cube, où il retrouve de nouveaux « rats de laboratoire ». Wynn présente alors des signes de handicaps mentaux. La dernière scène est similaire à une scène du premier film de la trilogie Cube : celle dans laquelle apparaît Kazan. Les deux personnages se rapprochent (puisque Kazan avait l’aptitude d’exécuter des calculs très complexes, tout comme Wynn) mais la différence de nom ne permet toutefois pas de conclure qu'il s'agit du même personnage, d'autant que la structure du Cube n'est pas la même que dans le premier film (25x25 au lieu de 26x26) (Les pièces sont identifiées par trois lettres chacune. Ce qui laisse supposer que la structure comporte 26x26x26 donc 17576 pièces en tout) et son apparence est également différente (par exemple les portes du premier sont carrées alors que celle de Cube Zero sont circulaires). D'ailleurs, Wynn dit à un moment que, selon une rumeur, il existerait d'autres structures du même type, ce qui expliquerait les trois cubes différents dans les trois films.

## Fiche technique
Sauf indication contraire, les informations mentionnées dans cette section peuvent être confirmées par la base de données cinématographiques IMDb,  présente dans la section « Liens externes ».
- Titre original et français: Cube Zero
- Titre québécois: Cube Zéro
- Réalisation : Ernie Barbarash
- Scénario : Ernie Barbarash
- Musique : Norman Orenstein
- Costumes : Donna Wong
- Photographie : François Dagenais
- Son : Christian Carruthers, Keith Elliott, Peter Kelly
- Montage : Mitch Lackie et Mark Sanders
- Production : Suzanne Colvin et Jon P. Goulding

Production déléguée : Ernie Barbarash, Michael Paseornek et Peter Block
Coproduction : Dennis Berardi et Eric J. Robertson
- Sociétés de production[1] : Lions Gate Entertainment, Mad Circus Films, Mr. X et Cube Forward Productions Corp.
- Sociétés de distribution[1] : Lions Gate Films (Canada - Vidéo)
- Budget : 1,2 million de dollars (CAD) (estimation)
- Pays d'origine :  Canada
- Langue originale : anglais, français, espagnol
- Format[2] : couleur (DeLuxe) - 35 mm - 1,85:1 (Panavision) - son Dolby Digital
- Genre : épouvante-horreur, science-fiction, thriller, drame, mystère
- Durée : 97 minutes
- Dates de sortie[3] :
  - États-Unis : 15 octobre 2004 (Screamfest Film Festival), 22 février 2005 (sortie nationale)
  - France : 6 avril 2006 (sortie directement en vidéo)
- Classification[4] :
  -  Québec : 16+ - 16 years and over (16 ans et plus).
  -  Ontario : 14A - Suitable for viewing by persons 14 years of age and older. Persons under 14 must be accompanied by an adult. May contain: violence, coarse language and/or sexually suggestive themes. (Convient aux personnes de 14 ans et plus. Les personnes de moins de 14 ans doivent être accompagnées d'un adulte. Peut contenir : violence, langage grossier et / ou thèmes sexuellement suggestifs).
  -  France : Interdit aux moins de 16 ans[5].

## Distribution
- Zachary Bennett (VF : Guillaume Lebon) : Eric Wynn, génie et technicien du Cube
- Stephanie Moore (en) (VF : Françoise Cadol) : Cassandra Rains, militante politique
- Michael Riley (VF : Jean-François Vlérick) : Monsieur Jax, maître technicien du Cube
- Martin Roach (VF : Lucien Jean-Baptiste) : Haskell, un soldat qui a pour objectif de capturer des personnes pour le Cube
- David Huband (VF : Michel Dodane) : Dodd, un technicien du Cube
- Mike 'Nug' Nahrgang (VF : Daniel Lafourcade) : Meyerhold, un prisonnier du Cube
- Richard McMillan : Bartok, un prisonnier du Cube
- Terri Hawkes (VF : Véronique Alycia) : Jellico, une prisonnière du Cube
- Tony Munch : Owen, un technicien du Cube qui deviendra un prisonnier
- Jasmin Geljo : Ryjkin, un prisonnier du Cube
- Joshua Peace : Finn
- Diego Klattenhoff : Quigley
- Alexia Filippeos : Anna
- Sandy Ross : Chandler
- Dino Bellisario : Smith
- Ashley James : McCaw
- Fernando Cursione : un docteur
- Araxi Arslanian : un docteur

## Accueil
Aux États-Unis, le long-métrage a reçu un accueil critique mitigé : les utilisateurs du site Internet Movie Database ont donné un vote moyen pondéré de 5,7⁄10 sur la base de 36 348 critiques.
En France, les retours sont plutôt défavorables : le site Allociné recense une moyenne de 1,9⁄5 sur la base 214 critiques de la part des spectateurs. Sur le site SensCritique, le long métrage obtient une moyenne de 4,4⁄10 sur la base d’environ 2 800 retours du public dont 17 coups de cœur et environ 368 envies. L'hebdomadaire culturel français Télérama recense une moyenne de ses lecteurs de 1,87⁄5 pour 124 critiques.

## Distinctions
Entre 2004 et 2006, Cube Zero a été sélectionné 5 fois dans diverses catégories et a remporté 3 récompenses.

### Récompenses
- New York City Horror Film Festival 2004 : prix des meilleurs effets spéciaux décerné à Grand Unified Theories.
- Screamfest Horror Film Festival 2004 : 
  - Trophée du Festival des meilleurs effets spéciaux décerné à Aaron Weintraub, Dennis Berardi et Jeff Skochko,
  - Trophée du Festival du meilleur maquillage décerné à A. Scott Hamilton et Maya Kulenovic.

### Nominations
- Guilde canadienne des réalisateurs 2005 : meilleur montage pour un film pour Mitch Lackie et Mark Sanders.
- Academy of Science Fiction, Fantasy and Horror Films - Saturn Awards 2006 : meilleure édition DVD.

## Analyse

### Commentaire
Cube Zero est réalisé après Cube et Cube² : Hypercube. Il reprend davantage de caractéristiques du premier en ce qui concerne l'environnement métallique et l'ambiance carcérale de la structure. Son apport à ces deux précédentes versions consiste à révéler l'envers du décor. Le Cube est gouverné par des agents de maintenance qui surveillent et procèdent à des tests sur les prisonniers depuis une salle de contrôle, sur ordre d'une autorité qui, elle, en revanche, demeure invisible. Si le film vient apporter quelques éclaircissements sur le fonctionnement du piège, ils restent en marge d'une nouvelle énigme : les techniciens s'appliquent à exécuter des ordres dont la logique reste, pour eux également, obscure. De plus, une menace sourde plane, permanente, sur la tête de ces techniciens. Qu'arriverait-il s'ils n'exécutaient pas les ordres ? Ne sont-ils pas eux-mêmes prisonniers ?
L'intrigue fait écho à l'expérience psychologique de Stanley Milgram[réf. nécessaire], reportée dans son ouvrage Soumission à l'autorité - par ailleurs, mise en scène dans le film I... comme Icare de Henri Verneuil. Ce sont les testeurs qui sont en fait testés. La référence est particulièrement flagrante au moment où l'un des prisonniers parvient à sortir du cube et que les techniciens le soumettent à un questionnaire en appuyant de la main sur des boutons « Yes » ou « No » en fonction des réponses apportées. À cet égard, les personnages réagissent différemment, l'un a atteint un degré ultime de soumission, là où l'autre, Eric, se comporte en rebelle.
Les prisonniers de ce labyrinthe sont méticuleusement suivis, ils sont observés et possèdent un implant afin de les localiser dans la structure et de transmettre des données sur leurs fonction vitales (rythme cardiaque, fréquence respiratoire, etc.) et tous excepté Rains (dont l'internement a été probablement précipité) n'ont aucun souvenir de leur précédente "vie" alors que dans le premier film, leurs souvenirs sont intacts et ils semblent être laissés pour compte, sans suivi ni observations. Il y a des similitudes entre les prisonniers des deux films, Quentin et Haskell sont deux grands « costauds » au caractère impulsif et violent, Meyerhold a une bonne mémoire tout comme Leaven, Jellico est peut-être médecin (elle a fait un bandage de fortune efficace à la main de Meyerhold) à l'instar d'Holloway, Bartok et Rennes sont tués par un piège malgré leur grande prudence et le « test » de la botte, Ryjkin et Alderson sont tués par un piège lors de la scène d'ouverture des deux films, Wynn et Worth sont des ingénieurs du cube, Kazan est handicapé mental et calculateur prodige tout comme Wynn à la fin du film.

### Pièges
Les pièges de Cube Zero sont plus proches des pièges mécaniques et réalistes du titre original Cube, plutôt que les pièges de science-fiction de Cube² : Hypercube. Certains pièges de Cube font également leur réapparition.
- Le « dé dansant » du titre original refait une brève apparition, de même que la pièce aux piques rétractables et les lance-flammes.
- Des tuyères sortent des murs et aspergent la victime avec un liquide incolore qui ressemble à de l’eau, mais qui est en réalité un produit hautement corrosif. Au début, la victime se sent bien, mais après l’ingestion du liquide, son corps se met à se dissoudre, ne laissant que des os blanchis.
- Similaire au lance-flammes et à la tuyère précédente, un piège asperge la victime avec de l’azote liquide, la congelant et la faisant se briser contre le sol.
- Des aiguilles placées sur le sol injectent un virus très virulent lorsque l’on marche dessus. La victime est alors infectée et meurt rapidement.
- Des boulons, reliés entre eux par un fil, sont projetés dans la salle ; les fils ainsi tendus découpent les victimes en morceaux.
- Les portes d’une pièce se verrouillent et des panneaux insonorisants se referment sur ces portes. Des bras mécaniques s’étendent de ces panneaux, et se déploient en forme de plateau. Ces plateaux sont des haut-parleurs, qui désintègrent littéralement la victime à l’aide d’intenses impulsions sonores, ne laissant rien d’autre que ses vêtements, tachés de sang.
- Une pièce, lors de la présence d'une personne, envoie progressivement de puissantes décharges en arcs électriques, d'abord aux parois de la pièce, puis forment des réseaux traversant la pièce.

La question de savoir ce qui arrive aux restes des victimes du Cube trouve une réponse dans Cube Zero. Le Cube est nettoyé thermiquement, lorsque celui-ci revient en position initiale, détruisant tout ce qu’il reste – à la fois les restes humains et les survivants qui n’ont pas trouvé la sortie. Ceci explique pourquoi l'intérieur de l’appareil n’est pas couvert des restes des victimes précédentes.

## Editions en vidéo
- Cube Zero est sorti en DVD, Blu-ray et en VOD le 6 avril 2006[11].